# Guillermo De Luca
Guillermo De Luca (Buenos Aires, 3 de noviembre de 1975) conocido por haber sido el baterista que más discos grabó con la banda de heavy metal Horcas. Fue introducido a la banda por su fundador Osvaldo Civile en 1995.

## Historia, estilos e influencias
Guillermo de chico escuchaba a Riff y a Black Sabbath, y fue cuando descubrió esa música, que sintió despertar una pasión incontrolable por el rock pesado y el deseo de convertirse en músico. A los 12 años comenzó a tocar la batería, y ya en el secundario forma una banda con amigos del barrio dedicada a tocar covers de Riff. Durante su formación como baterista, además del heavy, thrash y hardcore que ya escuchaba, tuvo oportunidad de acercarse a estilos diferentes como el jazz, el funk y soul, que le permitieron ampliar su espectro de influencias y su gusto musical. Hoy, según dice, que escucha “todo lo que mi cerebro pueda rescatar”.

## Antes de Horcas y llegada a Horcas
En 1994, integra una banda de hardcore con influencias heavy llamada CRIAL con la que toca durante un tiempo. En 1995 cuando aún formaba parte de esta banda, se entera de que HORCAS estaba buscando baterista. Consiguió los teléfonos y fue a probarse como dice el mismo Guillermo “de caradura”. Se encontró con muchos otros bateros en la prueba y cuando lo vio a Osvaldo flasheó, ya que conocía su trayectoria desde la época de V8. Fue el mismo Osvaldo quien al verlo nervioso, se encargó de tranquilizarlo diciéndole “quedate tranquilo que acá está todo bien, somos todos amigos”. En la prueba tocó todo “Oíd Mortales el Grito Sangrado” y esto le valió una segunda cita en la que se le pidió tocar 5 temas de “Reinará la Tempestad”. A los pocos días lo convocaron para probar con una serie de ensayos y al cabo de estos, fue Sebastián el encargado de anunciarle que sería el nuevo batero de HORCAS. Al poco tiempo comenzaron a componer “Vence”.
Guillermo debutó con Horcas en un club en San Miguel y muy poco tiempo después en abril de 1996 tiene la oportunidad de tocar en el estadio Obras en el marco del primer Metal Rock Festival que contó con el cierre a cargo de V8 junto a Pappo. Todo era muy nuevo para Guillermo: tocar en estadios grandes, actuar de soporte de bandas internacionales como Pantera, grabar en estudios de primera línea. Pero como dice Guillermo “la banda me bancó a full y eso es algo que siempre llevo en el corazón”. Con HORCAS Guillermo grabó hasta la fecha “Vence”, “Eternos”, “Horcas”, “Vive”, “Demencial”, “Asesino” y "Reviviendo Huestes". Además de participar en varias giras a lo largo y ancho de Argentina y varios países de Latinoamérica y Europa.
En junio de 2016 durante la gira Rebelión sus compañeros deciden que ya no está a la altura de la banda ya que no puede dedicarle 100% como ellos pretenden por tener un hijo y deciden reemplazarlo por Mariano Elias Martin baterista de la banda Mastifal.
Actualmente está en un nuevo proyecto y abocado a sus alumnos y a su familia.

## Dice Guillermo
"Todo lo que me pasa con HORCAS es lo que siempre soñé, es para lo que toco la batería. Osvaldo fue el que me dio la oportunidad de mi vida. Desde chiquito siempre me gustó tocar la batería, y acompañar al maestro(Osvaldo) para mí fue lo más grande que me pasó. Yo tenía una relación bárbaro con él y él conmigo. Tengo un gran recuerdo de todo el tiempo que me tocó compartir con Osvaldo. La verdad es un maestro. Así nomás".

## Equipamiento
- Bata - Mapex Mars Pro 7 Cuerpos
- Platos - Paiste y Sabian
- Pedales - Pearl
- Rack de Sonido Alesis DM5

Además Guillermo es Endorser de DT Music.

## Discografía (con Horcas)
- Vence (1997)
- Eternos (1999)
- Horcas (2002)
- Demencial (2004)
- Asesino (2006)
- Reviviendo huestes (2008)
- Por tu honor (2013)

## Créditos
- Página oficial de Horcas: http://www.horcasoficial.com.ar/ Archivado el 12 de febrero de 2010 en Wayback Machine.

- Datos: Q5888472